# Edmond Lutaj
Edmond Lutaj, född den 22 september 1967, är en svensk före detta fotbollsspelare och tränare.

## Karriär
Lutaj kom till Sverige från Albanien 1991. Hans albanska klubb Flamurtari Vlorë spelade en Europacupmatch mot IFK Göteborg på Ullevi, och Lutaj, Bashkim Shaqiri och Gramoz Murati hoppade av och stannade i Sverige, där de började spela för Jonsereds IF. 1994 gick Lutaj till Gais, där han spelade tre säsonger i division 1. Han gjorde sammanlagt 44 seriematcher för klubben och gjorde nio mål.

## Klubbar

### Som spelare
- Flamurtari Vlorë (–1991)
- Jonsereds IF (1992–1993)
- Gais (1994–1996)
- Holmalunds IF (1997)[3]
- Assyriska FF (1998–2002)

### Som tränare
- Assyriska FF (2003–2004)
- Konyaspor KIF (2006)
- Syrianska IF Kerburan (2007)
- Assyriska FF (2008)
- Syrianska IF Kerburan (2009)
- Saltsjöbadens IF P03 (2018-)

### Webbkällor
- Edmond Lutaj på Svenska Fotbollförbundets webbplats . ”Arkiverade kopian”. Arkiverad från originalet den 29 mars 2016. https://web.archive.org/web/20160329202321/http://svenskfotboll.se/superettan/person/?playerid=1021. Läst 24 september 2018.
- Ulfvebrand, Joakim (18 december 2012). ”Lutaj är tillbaka i Assyriska”. lt.se. http://lt.se/sport/fotboll/1.1919910-lutaj-ar-tillbaka-i-assyriska. Läst 13 februari 2014.